# Disqualifikation
Eine Disqualifikation (englisch Disqualified, DQ, DSQ, DISQ) ist der Ausschluss eines Sportlers von einem Wettkampf. Dieser hat je nach Sportart unterschiedliche Konsequenzen. Ursachen für eine Disqualifikation sind meistens Verstöße gegen Wettkampfregeln, zum Beispiel Fouls, Verlassen der Wettkampfzone, Manipulationsversuche oder das Verfehlen bestimmter Qualifikationsnormen.
In der Regel wird der Sportler – je nach Verstoß auch die ganze Mannschaft – vom restlichen Wettkampfgeschehen ausgeschlossen (siehe auch Wettkampfsperre). Liegt bereits eine Leistung oder ein Ergebnis vor, erfolgt keine Wertung oder diese wird annulliert. In der Ergebnisliste wird dann meist der Vermerk DSQ oder DISQ eingetragen.
In den Laufwettbewerben der Leichtathletik gilt die Regel, dass bereits der erste Frühstart zum Ausschluss führt. Im Schwimmen wird – außer bei einzelnen Kinder- und Jugendwettkämpfen – nach einem Fehlstart eines Sportlers der Lauf fortgeführt, der falsch startende jedoch nachträglich disqualifiziert (Einstartregel). Lediglich in der Situation, dass der Start nicht ordnungsgemäß durchgeführt werden kann (mehrere Sportler folgen dem ersten Fehlstart), kann er wiederholt werden.
In vielen Ballsportarten bedeutet eine Disqualifikation, dass der betroffene Sportler für die verbleibende Spieldauer nicht mehr am Spielgeschehen teilnehmen darf (Rote Karte). Je nach Sportart kann die Disqualifikation im Regelwerk mit einem jeweils eigenen Begriff bezeichnet sein.
Bei Etappenrennen im Radsport kann eine Disqualifikation erfolgen, wenn ein Fahrer das Zeitlimit überschreitet. Dabei wird je nach Schwierigkeitsgrad einer Etappe eine Prozentzahl der Etappensieger-Zeit festgelegt, innerhalb derer die restlichen Fahrer das Ziel erreichen müssen. Gelingt ihnen das nicht, werden sie vom weiteren Verlauf ausgeschlossen.
Im Motorsport findet eine Disqualifikation üblicherweise aufgrund festgestellter Verletzungen des technischen Reglements statt oder aufgrund von Fehlverhalten im Rennen oder wenn vom Fahrzeug eine Gefahr für die anderen Teilnehmer ausgeht. Während des Rennens wird mit einer Schwarzen Flagge zusammen mit der Startnummer dem Teilnehmers signalisiert, dass er unverzüglich (innerhalb einer bestimmten Zahl von Runden) in die Box fahren muss.
In der Regel wird die Disqualifikation vom zuständigen Schiedsrichter oder einer Jury ausgesprochen. Werden Informationen über unsportliches Verhalten oder Manipulationen erst nach Abschluss eines Wettkampfs bekannt, zum Beispiel durch eine positive Dopingprobe, kann diese auch nachträglich ausgesprochen und das Ergebnis korrigiert werden.